# Liste des personnes les plus lourdes
Voici une liste des personnes les plus lourdes recensées au cours de l'histoire humaine. La liste est classée en fonction du nom des personnes, de leur poids maximal, de leur date de naissance et de leur âge. La liste est limitée aux personnes dépassant 440 kg (970 lbs).
| Nom                                 | Pays            | Sexe | Date de naissance | Date de mort. | Taille | Masse maximale | IMC max (kg⋅m-2) | Notes |
| ----------------------------------- | --------------- | ---- | ----------------- | ------------- | ------ | -------------- | ---------------- | --- |
| Carol Yager                         | États-Unis      | F    | 1960              | 1994          | 1,70 m | 727 kg         | 188              | Son poids maximal aurait atteint 727 kg, mais cela n'a pas été confirmé. Donc ce n'est peut-être pas vrai. |
| Jon Brower Minnoch                  | États-Unis      | M    | 1941              | 1983          | 1,85 m | 635 kg         | 185,5            | Joseph Dani est détenteur du record de l'homme le plus gros de l'histoire, mais aussi le record de l'homme qui a le plus maigri au monde, puisqu'il avait réussi à passer de 635 kg à 216 kg, avant d'en reprendre 90. Faisant état d'un poids de 362kg à son décès. |
| Khalid bin Mohsen Shaari (en)       | Arabie saoudite | M    | 1991              |               | 1,73 m | 610 kg         | 204              | En novembre 2017, Al-Arabiya affirme qu'il a perdu 542 kg pour atteindre 68 kg. |
| Manuel Uribe                        | Mexique         | M    | 1965              | 2014          | 1,96 m | 597 kg         | 174,5            | Après avoir suscité une attention internationale en janvier 2006, il a perdu plus de 225 kg en deux ans avec l'aide de médecins et de nutritionnistes. Il a regagné du poids dans les années suivantes et est mort le 26 mai 2014 à 394 kg.                          |
| Juan Pedro Franco                   | Mexique         | M    | c. 1985           |               |        | 595 kg         |                  | Son poids maximal a été enregistré en octobre 2016. Il a été réduit à 345 kg en février 2018. |
| Robert Butler                       | États-Unis      | M    | 1971/1972         | 2015          |        | 544 kg         |                  | En 2006, il pesait 408 kg. En 2015, 544 kg. |
| Walter Hudson                       | États-Unis      | M    | 1944              | 1991          | 1,78 m | 543 kg         | 171              | Possède le plus grand tour de taille jamais enregistré (3,02 m)[réf. souhaitée]. |
| Rosalie Bradford (en)               | États-Unis      | F    | 1943              | 2006          | 1,68 m | 540 kg         | 169              | Détient le record Guinness de la plus grande perte de poids pour une femme (349 kg). |
| Francis John Lang (Michael Walker), | États-Unis      | M    | 1934              | inconnue      | 1,88 m | 538 kg         | 152              | En 1980, il pesait 167 kg. |
| Eman Ahmed Abd El Aty (en)          | Égypte          | F    | c. 1980           | 2017          |        | ~500 kg        |                  | Elle est la troisième femme la plus lourde de l'histoire. En 2017, elle a été hospitalisée pour des traitements de perte de poids et a perdu environ 325 kg. |
| Michael Hebranko                    | États-Unis      | M    | 1953              | 2013          | 1,83 m | 499 kg         | 149              | |
| Patrick Deuel                       | États-Unis      | M    | 1962              | 2016          | 1,70 m | 486 kg         | 168              | |
| Robert Earl Hughes                  | États-Unis      | M    | 1926              | 1958          | 1,84 m | 485 kg         | 143              | Personne la plus lourde à être capable de marcher normalement. |
| Mayra Rosales (en)                  | États-Unis      | F    | 1980              |               | 1,60 m | 470 kg         | 183,5            | ,. En 2013, Rosales avait perdu environ 363 kg. |
| Kenneth Brumley (en)                | États-Unis      | M    | 1968              |               |        | 468 kg         |                  | [ 19 ] |
| Andre Nasr,                         | Australie       | M    | 1980              |               |        | 468 kg         |                  | |
| Mike Parteleno                      | États-Unis      | M    | 1957              | 2003          | 1,90 m | 464 kg         | 128,5            | |
| Mills Darden (en)                   | États-Unis      | M    | 1799              | 1857          | 2,29 m | 463 kg         | 88               | |
| Sean Milliken                       | États-Unis      | M    | 1990              | 2019          |        | 454,9 kg       |                  | Est apparu dans l'émission télévisée My 600-lb Life (en). |
| Catrina Raiford (en),               | États-Unis      | F    | 1977              |               |        | 454 kg         |                  | |
| Sylvanus Smith                      | États-Unis      | M    | 1940              | 1995          | 1,89 m | 454 kg         | 127              | |
| David Ron High                      | États-Unis      | M    | 1953              | 1996          | 1,78 m | 454 kg         | 143              | [ 12 ] |
| Michael Edelman                     | États-Unis      | M    | 1964              | 1992          |        | 451 kg         |                  | [ 12 ] |
| José Luis Garza                     | Mexique         | M    | 1961              | 2008          |        | 449 kg         |                  | |
| Paul Jonathan Mason (en),           | Royaume-Uni     | M    | 1960/1961         |               | 1,93 m | 444 kg         | 119              | Il a perdu 304 kg et pesait 140 kg en 2014. Mason s'est par la suite fait retirer 22 à 27 kg de peau en mai 2015. |
| Keith Martin                        | Royaume-Uni     | M    | 1969/1970         | 2014          | 1,69 m | 444 kg         | 155              | , |
| Denny Welch,                        | États-Unis      | M    | 1960              | 1998          |        | 444 kg         |                  | |
| Andrés Moreno                       | Mexique         | M    | 1977              | 2015          |        | 444 kg         |                  | Mort des suites de son obésité morbide le jour de Noël 2015. |
| Samantha Mason                      | États-Unis      | F    | 1985              |               |        | 442 kg         |                  | Est apparu dans l'émission télévisée My 600-lb Life (en). |